# Rupert Gregson-Williams
Rupert Gregson-Williams (* 1966 v Anglii) je britský skladatel filmové hudby a bratr Harryho Gregsona-Williamse.
Svoji kariéru hudebního skladatele zahájil v roce 1990. Z počátku pracoval převážně pro televizi. Svůj první soundtrack k hranému filmu napsal ke komedii Prďoši z roku 2002.
V roce 2005 byl za hudbu k filmu Hotel Rwanda oceněn na Evropských filmových cenách - European Film Award.

## Filmografie
2001
- Jack a stonek fazole

2002
- Prďoši
- Láska až za hrob

2003
- Co ta holka chce

2004
- Hotel Rwanda

2006
- Za plotem
- Klik – život na dálkové ovládání

2007
- Když si Chuck bral Larryho
- Pan včelka

2008
- Jak ukrást nevěstu
- Zohan: Krycí jméno Kadeřník
- Pohádky na dobrou noc

2009
- Staří a neklidní

2010
- Machři

2017
- Wonder Woman

2018
- Aquaman